# سیلفیش اواس
سیلفیش اواس یا سیستم‌عامل سیلفیش (SFOS انگلیسی: Sailfish OS) یک سیستم عامل با اهداف عمومی برپایه سیستم عامل لینوکس است که معمولاً به همراه ترکیب هسته لینوکس برای استفاده از پلت فرم سخت‌افزار خاص استفاده می‌شود، منبع باز هسته از میان، یک UI اختصاصی ارائه شده توسط جولا یا UI منبع باز، و دیگر اجزای شخص ثالث است.